# اورتستاک
اورتستاک (به لاتین: Ortstock) یک کوه در سوئیس است که در کانتون گلاروس واقع شده‌است. اورتستاک ۲٬۷۱۷ متر بالاتر از سطح دریا واقع شده‌است.